# Chondrilla grandistellata
Chondrilla grandistellata är en svampdjursart som beskrevs av Thiele 1899. Chondrilla grandistellata ingår i släktet Chondrilla och familjen Chondrillidae.
Artens utbredningsområde är havet kring Indonesien. Inga underarter finns listade i Catalogue of Life.